# Niels Frank
Niels Frank, född 25 februari 1963 i Brædstrup, är en dansk poet och författare som debuterade år 1985 med diktsamlingen Øjeblikket.

## Utmärkelser i urval
- 1999 – Otto Gelsted-priset
- 2007 – Georg Brandes-priset, för essäsamlingen Alt andet er løgn
- 2008 – Montanas litteraturpris, för diktsamlingen Små guder
- 2013 – Kritikerpriset, för romanen Nellies bog

## I svensk översättning
- 1999 – Tabernakel, dikter i urval och översättning av Jörgen Gassilewski (FIB:s Lyrikklubb)